# Metamfetamina
La metamfetamina (o desoxiefedrina, i també coneguda popularment pel que fa al preparat per a la dosi "xabú", "guix", "tina", "vidre", "vitri" o "meta" o amb els anglicismes "meth", "crank", "ice", "crystal" o "crystal meth") és un potent psicoestimulant i una de les drogues més destructives que existeixen. És un agent agonista adrenèrgic, estructuralment relacionat amb l'alcaloide efedrina i amb l'hormona adrenalina. El compost és un líquid oliós a temperatura ambient, insoluble en aigua; 'hidroclorur de metamfetamina es presenta en forma de cristalls blancs, molt solubles en aigua o etanol. El compost, en la seva forma pura, és una pols blanca, cristal·lina, inodora, de sabor amarg, molt soluble en aigua o etanol.

## Història
Va ser sintetitzada al Japó el 1919, prenent com a model la molècula d'amfetamina. No obstant això, només va començar a comercialitzar-se l'any 1938, amb el nom de Methedrina. Originalment es va utilitzar en descongestius nasals i inhaladors bronquials. Als anys 1930s, es venia sense recepta en dosis de 3 mg com a estimulant (Pervitin).
La metamfetamina va tenir un rol rellevant en el camp militar, per a augmentar el rendiment de les tropes. Va ser utilitzada per combatents de la guerra civil espanyola i, després, molt extensivament, durant la Segona Guerra Mundial va ser utilitzada tant pels Aliats com per l'Eix per estimular les seves tropes. Al Japó, se li ha atribuït la conducta temerària dels kamikazes. Formava part de l'equipament dels tanquistes alemanys durant la blitzkrieg del 1940 a França, i pels aviadors de la Luftwaffe a la batalla d'Anglaterra: en cas de sobreviure a un accident, el pilot podria subsistir uns 4 dies prescindint d'aliments i descans; només havia de procurar-se aigua per a evitar la deshidratació. A Anglaterra, va ser prescrita durant la guerra a l'exèrcit de Montgomery i a la força aèria.
L'any 1971, la Convenció Internacional de psicotròpics va sotmetre a control la metamfetamina, situant-la en la Llista II, per la qual cosa la seva circulació es va veure dràsticament reduïda, però va continuar sent legal.
Actualment, aquest estatus segueix sent vàlid (encara que només sigui nominalment) en la majoria dels països, incloent exemples tan dispars com Estats Units, Xile i l'Argentina. Al Regne Unit la forma oral està a la Llista II (Classe B, en la seva legislació).

## Efectes fisiològics
Encara que l'estructura química de la metamfetamina és similar a la de l'amfetamina, els seus efectes sobre el sistema nerviós central són més pronunciats. La molècula de metamfetamina té l'habilitat de creuar molt fàcilment la barrera que separa al cervell de la resta del cos, tècnicament coneguda com a barrera hematoencefàlica. Aquesta habilitat permet que els nivells de substància en el cervell aconsegueixin unes 10 vegades els nivells en sang, assolint exercir la seva acció gairebé exclusivament sobre el sistema nerviós central.
La metamfetamina està indicada en el tractament de la narcolèpsia, del trastorn caracteritzat per dèficit d'atenció i també en el control de l'obesitat. Aquest darrer ús, encara que vigent, és poc acceptat en l'actualitat; les indicacions per a narcolèpsia i TDAH són reconegudes com a terapèutica de segona línia.

## Addicció
La metamfetamina és un estimulant inclòs per la Convenció Internacional de Psicotrópicos a la Llista II (Schedule II), la qual cosa significa que la droga té un alt potencial d'addicció i només és accessible en alguns països per mitjà de receptes mèdiques oficials, que no es poden renovar.
És coneguda per la seva reputació d'estimulant addictiu. Com l'amfetamina, aquesta droga incrementa l'activitat, redueix la gana i produeix una sensació general de benestar. Excita receptors neuronals vinculats als senyals de recompensa i gratificació: produeix eufòria, alleuja la fatiga i millora el rendiment en tasques simples.
El mercat il·lícit es basa en laboratoris clandestins usant procediments senzills i reactius relativament barats, generalment de fàcil accés. Per aquesta causa, sobretot als Estats Units, s'han establert normes legals restrictives sobre una sèrie de substàncies químiques que poden servir com a precursors o reactius en la síntesi d'aquesta droga, per exemple l'efedrina. Aquestes substàncies es combinen per fer de la metamfetamina una droga de gran circulació. L'abús està molt estès als Estats Units i a diversos països d'Europa, especialment la República Txeca.
El producte venut al carrer es coneix per molts noms com anfetes, meta i guix (o bé: meth i crank, en anglès). El clorhidrat de metamfetamina consisteix en trossos de vidres transparents semblants al gel, que es poden inhalar fumant. En aquesta forma es coneix com a gel, cristall i vidre (ice, crystal, glass en anglès).
Els efectes de la metamfetamina poden durar fins a 6 o 8 hores. Els addictes a aquesta substància, poden romandre desperts durant diversos dies. Això genera un creixent esgotament físic, psicològic i cognitiu. Tanmateix, la droga bloqueja els senyals somàtics de fatiga, son o gana, que adverteixen sobre el deteriorament funcional progressiu. En aquests casos, una vegada que la droga abandona l'organisme, aquests subjectes poden experimentar estats de gran agitació psicomotriu, a vegades associats amb comportaments violents i deliris persecutoris, arribant a quadres de dissociació psíquica poc distingibles dels que caracteritzen una esquizofrènia de tipus paranoide. Aquestes manifestacions psiquiàtriques de toxicitat es produeixen per sobredosificació i en casos d'addicció crònica a dosis altes (especialment per via parenteral); en aquests casos es denominen psicosi amfetamínica en la pràctica clínica.
Un altre problema que comporta el consum de la metamfetamina és l'anomenada «Boca Metanfetamínica», nom donat al deteriorament de les dents provocat pels llargs períodes de sequedat bucal i pobre higiene oral durant els períodes de consum intens. A aquestes causes s'afegeix que, a causa de la supressió de la gana, els usuaris consumeixen begudes carbonatades i altament endolcides, la qual cosa deteriora encara més les dents, portant els usuaris a descriure les seves dents com "ennegrides", "podrides" o "caient a trossos".

## Cultura popular
- La metamfetamina forma part de l'argument bàsic de la sèrie Breaking Bad, on un professor de química comença a produir i vendre metamfetamina cristal·litzada juntament amb un exalumne.